# Ariane

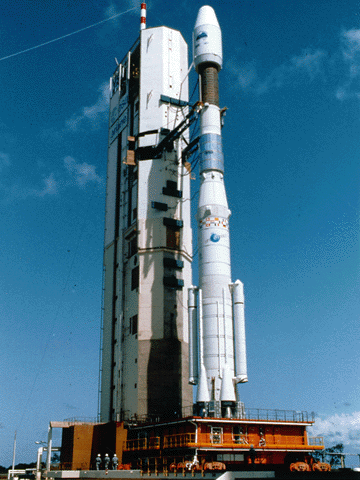
Cohete Ariane 42P con el satélite TOPEX/Poseidon (Kourou, 10 de agosto de 1992.

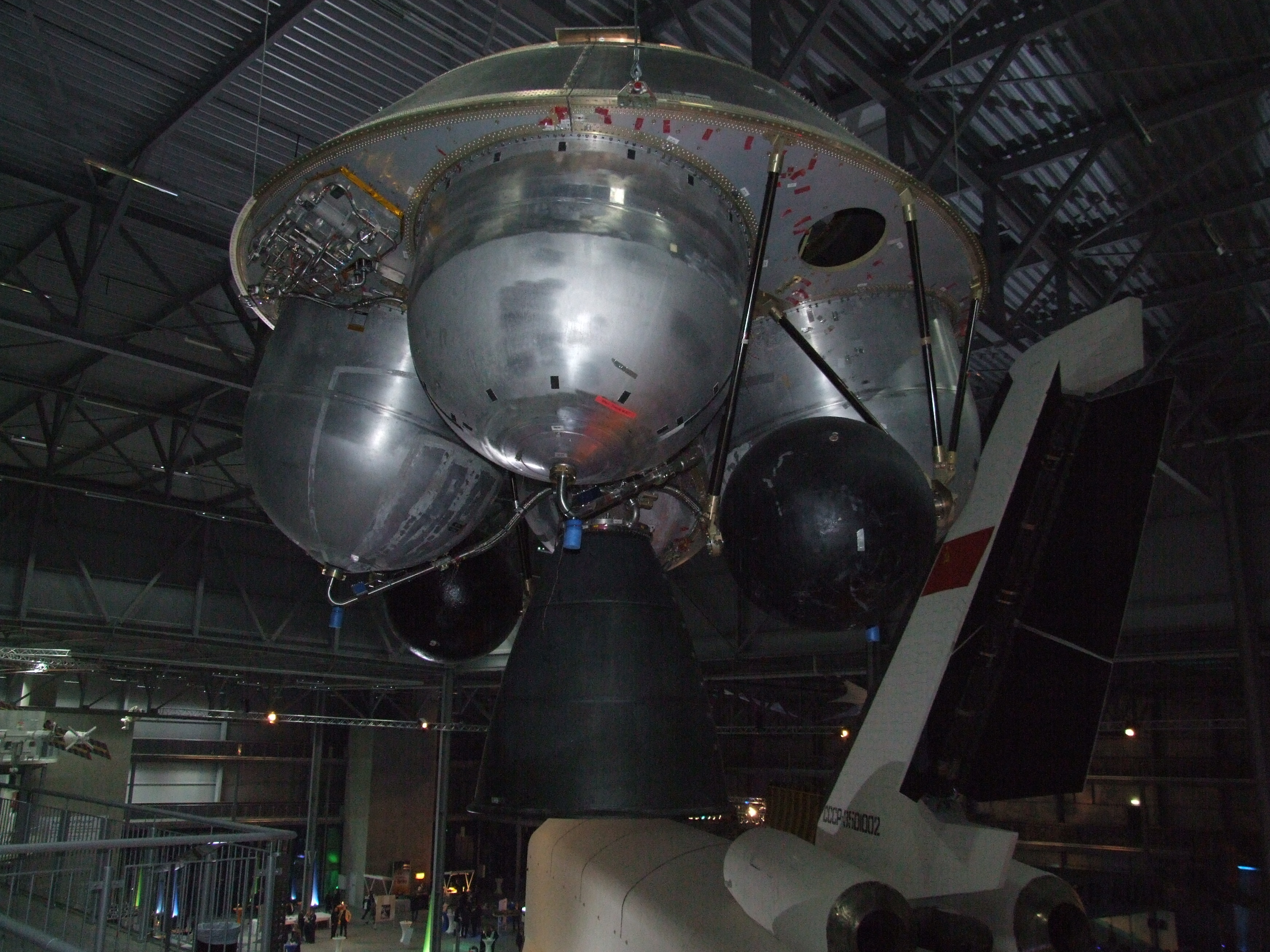
Ariane EPS 5.

Ariane es una familia de cohetes de diseño europeo, fabricados inicialmente por un consorcio de la Agencia Espacial Europea (ESA), formado por Francia (64%), Alemania (20%), Italia (10%), Reino Unido (5%), España (2%) y otros países (7%), así como para el lanzamiento de satélites, en órbita geoestacionaria y de la sonda espacial Giotto. 
El primer lanzamiento de un cohete Ariane se realizó el 24 de diciembre de 1979, tratándose de un lanzador de tres etapas, 47 metros de longitud y con una fuerza capaz de poner en órbita geoestacionaria una carga máxima de 2580 kg.
La base de lanzamiento de este tipo de cohetes está en Kourou (Guayana Francesa). En el año 1980, la construcción de estos vectores se transfirió a la empresa Arianespace, que mejoró estos vehículos con la serie Ariane 4, de tres etapas, la primera de 4 motores y las dos siguientes con uno, con capacidad para acoplarle cuatro propulsores auxiliares más, y lanzar una carga de hasta 4200 kg.
La familia de lanzadores ha tomado rápidamente una importante parte del mercado de lanzamiento de satélites en órbita geoestacionaria. En 2009, la lanzadera Ariane, detentaba el 50 % del mercado.
La versión actual es el modelo Ariane 5, con una mayor carga útil y desarrollado con vistas al lanzamiento de vehículos tripulados comandados por el transbordador europeo Hermes (programa finalmente cancelado) y a la realización del programa de instalación de una base lunar mediante el programa de alunizaje suave LEDA.
Versiones:
- Ariane 1, primer despegue con éxito 24 de diciembre de 1979
- Ariane 2, primer despegue con éxito 20 de noviembre de 1987 (despegue fallido el 30 de mayo de 1986)
- Ariane 3, primer despegue con éxito 4 de agosto de 1984
- Ariane 4, primer despegue con éxito 15 de junio de 1988
- Ariane 5, primer despegue con éxito 30 de octubre de 1997 (despegue fallido el 4 de junio de 1996).
- Ariane 6, primer despegue con éxito 9 de julio de 2024[1]
- Ariane Next, demostradores tecnológicos actualmente en desarrollo, previsto el primer lanzamiento para la década de 2030.

En sus distintas versiones los cohetes Ariane han estado presentes en varios programas como:
- Hispasat (europeo)
- INMARSAT
- MUSES (japonés)
- KOSESASAT (coreano)
- SAC (argentino)